# 233522 Moye
233522 Moye è un asteroide della fascia principale. Scoperto nel 2007, presenta un'orbita caratterizzata da un semiasse maggiore pari a 2,4457158 UA e da un'eccentricità di 0,1574346, inclinata di 7,13386° rispetto all'eclittica.